# Polaman
Polaman is een bestuurslaag in het regentschap Semarang van de provincie Midden-Java, Indonesië. Polaman telt 1697 inwoners (volkstelling 2010).